# Trefny narzeczony
Trefny narzeczony (ang. Fatal Bond) – australijski film dramatyczny z 1992 roku. Reżyserem filmu jest Vincent Monton. W rolach głównych wystąpili Linda Blair i Jerome Ehlers. Film nakręcono w Sydney w Australii. 

## Fabuła
Erotyczny thriller oparty na prawdziwej historii. Joe Martinez (Jerome Ehlers) jest człowiekiem bez domu, o znanej przeszłości przestępczej. To samotnik o gwałtownym usposobieniu. Jeśli ktoś łamie jego poczucie wolności, Joe staje się niebezpieczny i agresywny. Pewnego dnia poznaje Leonie Stevens (Linda Blair) - fryzjerkę z amerykańskim akcentem i po nieudanych związkach miłosnych. Jest kobietą bardzo atrakcyjną i posiada charakter antyspołeczny czyli wrogo jest nastawiona do ludzi. Dlatego też Leonie przyciąga Joe swoją charyzmą seksualną, tajemniczością i nieokiełznaną naturą. 
Razem podróżują po Nowej Południowej Walii, napajając się swoim erotyzmem i pozostawiając po sobie zamordowanych - napotkanych przygodnie ludzi.

## Obsada
- Linda Blair - Leonie Stevens
- Jerome Ehlers - Joe Martinez
- Donal Gibson - Rocky Borgetta
- Stephen Leeder - Anthony Boon
- Joe Bugner - Claw Miller
- Caz Lederman - detektyw Chenko
- Teo Gebert - Shane Boon
- Penny Pederson - Bree Boon
- Roger Ward - detektyw Greaves
- Ross Newton - Harding
- Jan Adele - Pani Karvan